# Oostereiland (Hoorn)
Het Oostereiland is een kunstmatig eiland dat in de haven van de stad Hoorn tussen 1662 en 1668 aangelegd is. Het eiland is gevormd door dammen aan te leggen en deze later te verhogen en verbreden. Vrij snel na het ontstaan van het eiland heeft dhr. Cornelis Janszoon Schuijt er woningen en pakhuizen laten bouwen, onder andere een pakhuis voor de Admiraliteit. Naar hem is ook de toegangsweg van het eiland, de Schuijteskade, vernoemd. Na Schuijt kwam de Admiraliteit, deze heeft er meer magazijnen laten bouwen.
In 1817 werden de magazijnen verbouwd tot een bedelaarsgesticht en tussen 1829 en 2003 heeft het complex dienstgedaan als gevangenis. Tussen 1886 en 1932 heeft de inrichting ook dienstgedaan als rijkswerkinrichting, er werden krenten gesorteerd. Tot op heden wordt het complex in de volksmond de "Krententuin" genoemd. De binnenplaats van het complex draagt nu officieel die naam.
Voor zowel het Oostereiland als het Visserseiland, een kunstmatig schiereiland in Hoorn, was verregaande stadsontwikkeling gepland; dit is echter niet doorgegaan.
Het gehele eiland en de kademuren zijn gemeentelijke monumenten.
Het voormalige gevangeniscomplex op het eiland is een rijksmonument.
Na een grondige renovatie werd het voormalige gevangeniscomplex Oostereiland (ook wel Krententuin genoemd) in 2012 opgeleverd. Er wordt nu ruimte geboden aan het Museum van de Twintigste Eeuw, een filmtheater, kantoren, appartementen, brasserie en hotel. Verder is er een centrum voor historisch erfgoed (vaartuigen), onderdeel van het Westfries Museum. Van 2015 tot 2020 was het de tijdelijke thuishaven van de Halve Maen, een replica van het schip waarmee Hudson naar New York voer.

## Afbeeldingen

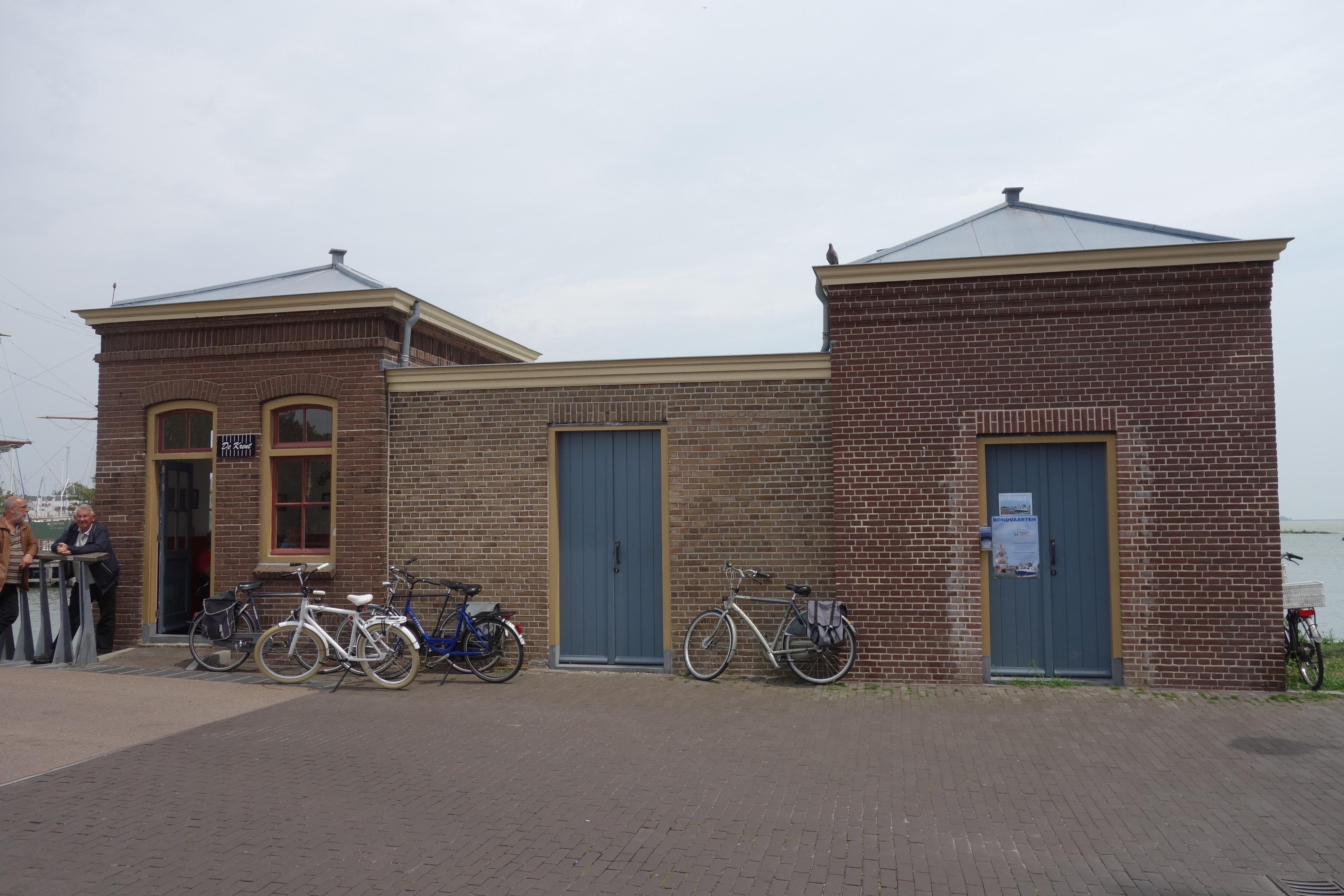
Portiersgebouw Oostereiland
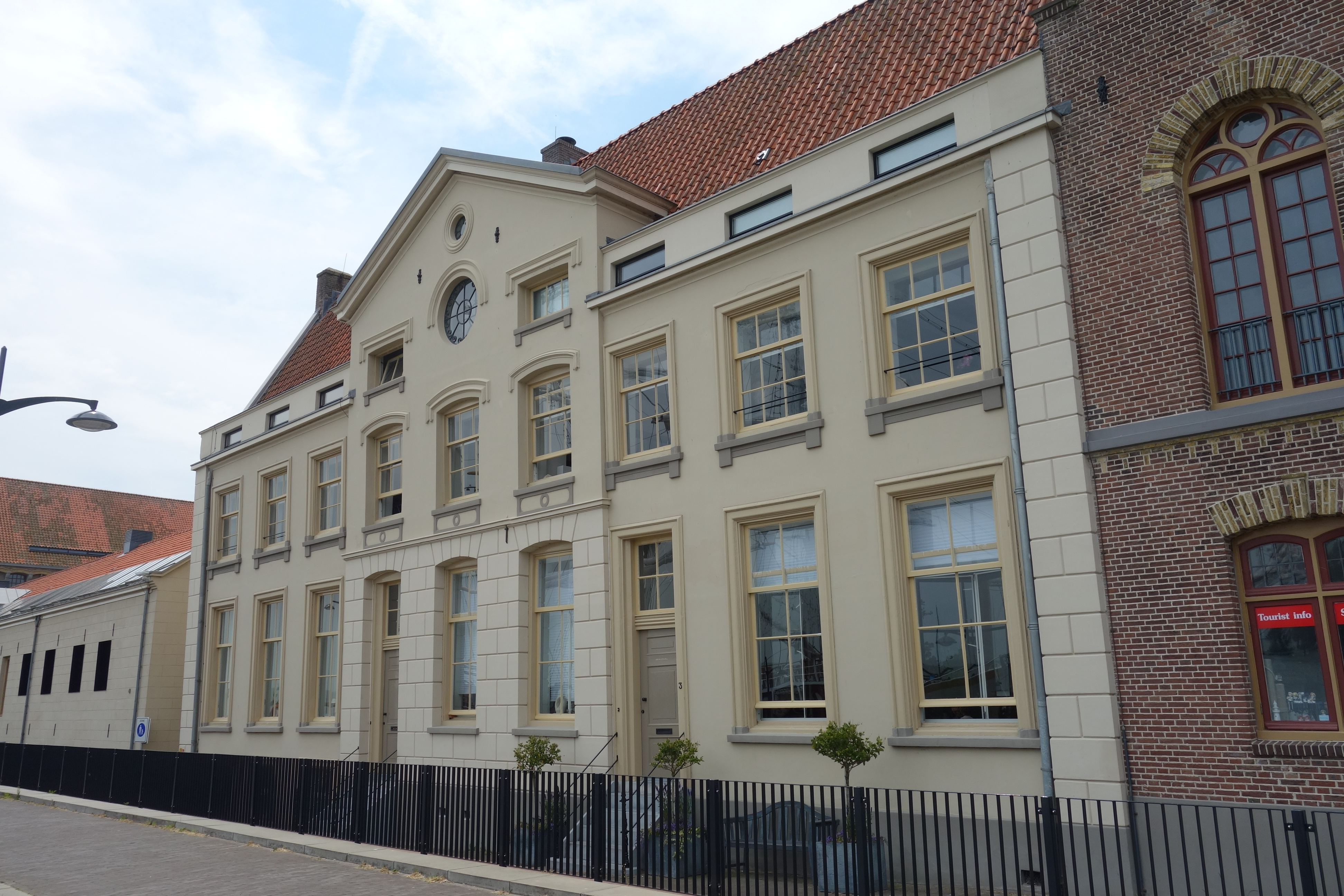
Admiraliteitsgebouw en directeurswoning van de Krententuin
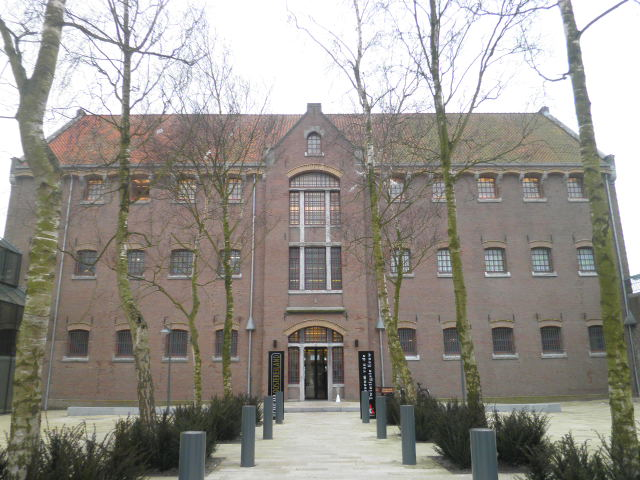
Entree van het Museum van de Twintigste Eeuw,een hotel, een brasserie, een cinema en woningen.
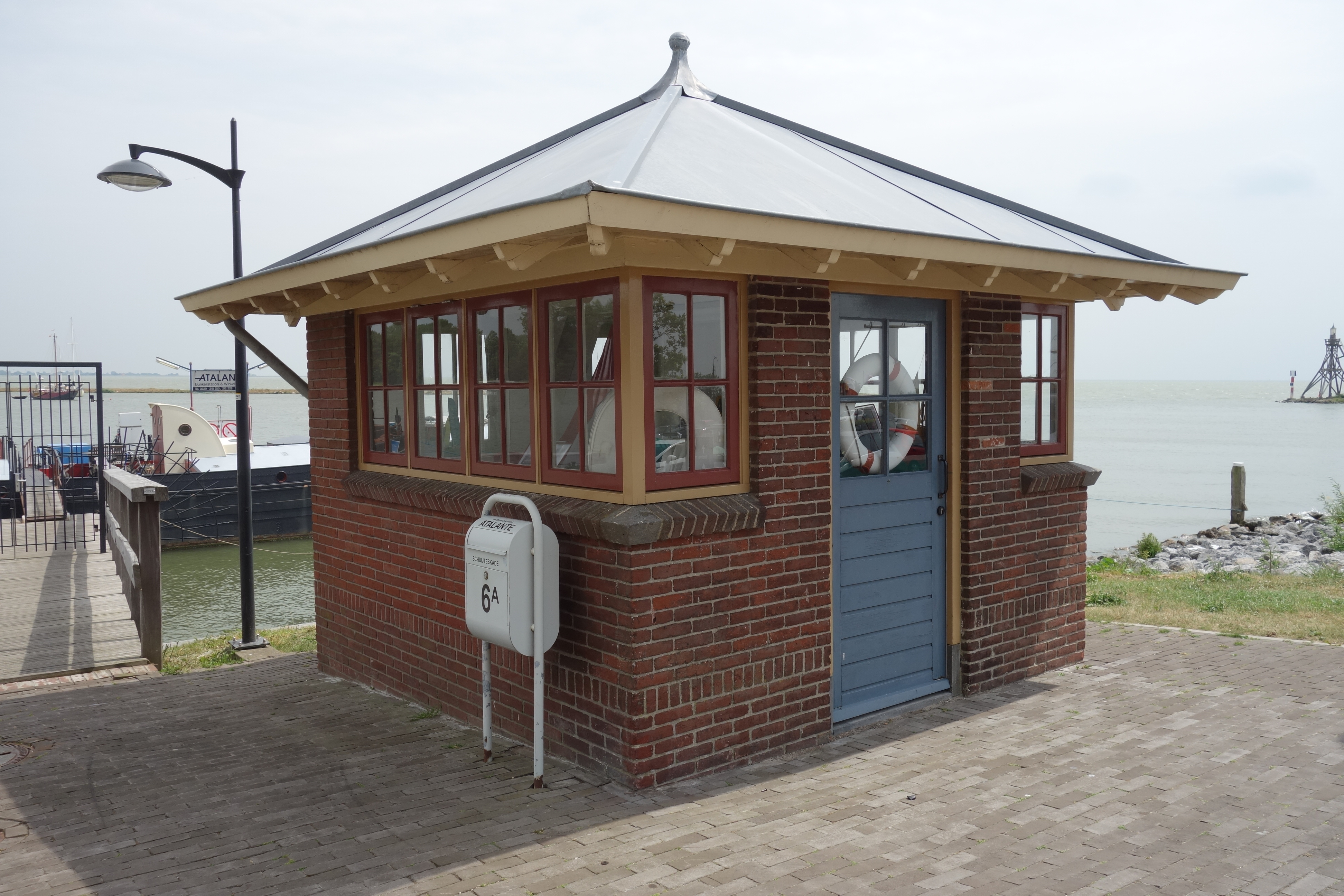
Een van de wachthuisjes van de gevangenis
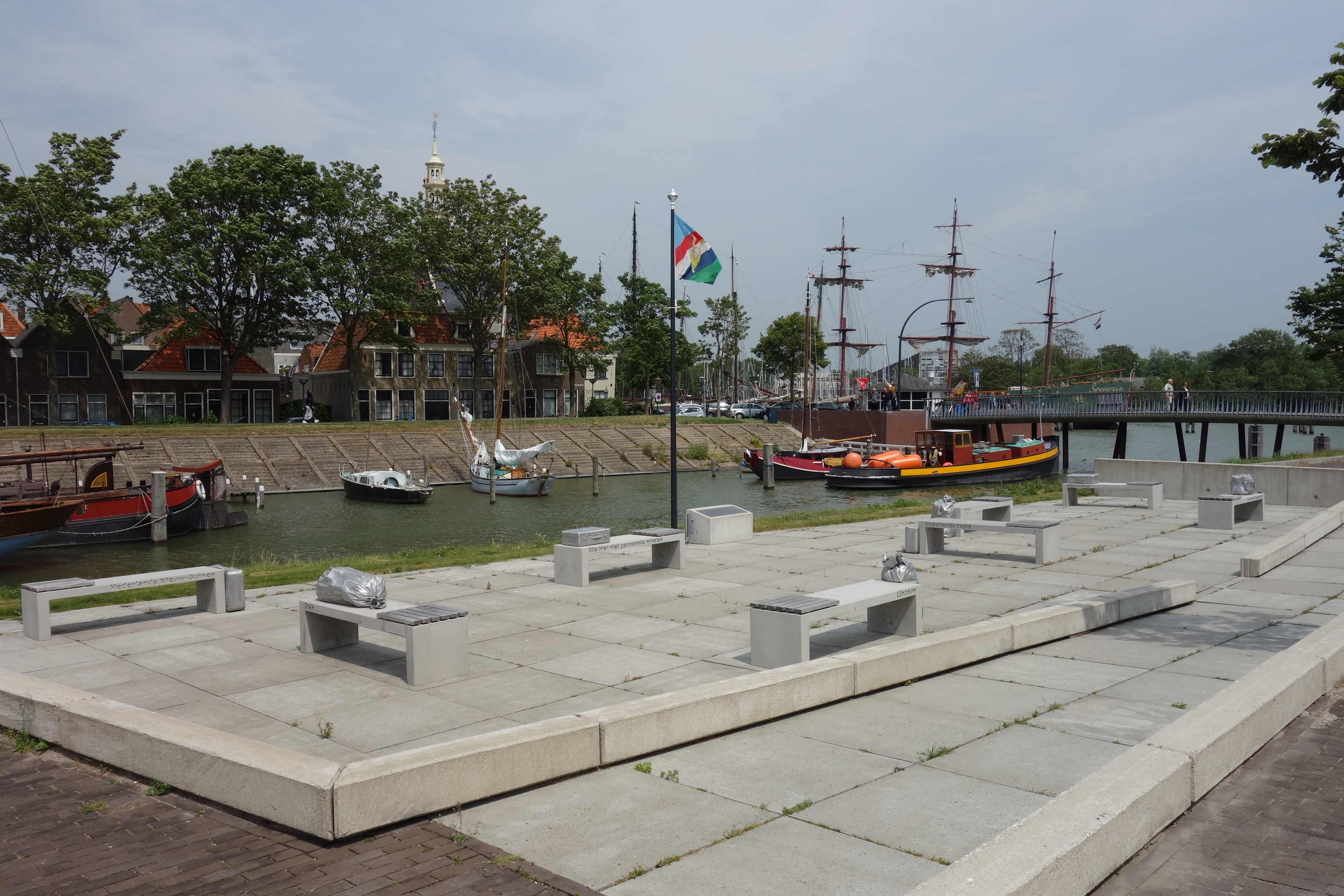
Bagage voor het Leven, monument voor veteranen van oorlogen waar Nederland aan heeft deelgenomen.